# Gabès Ouest

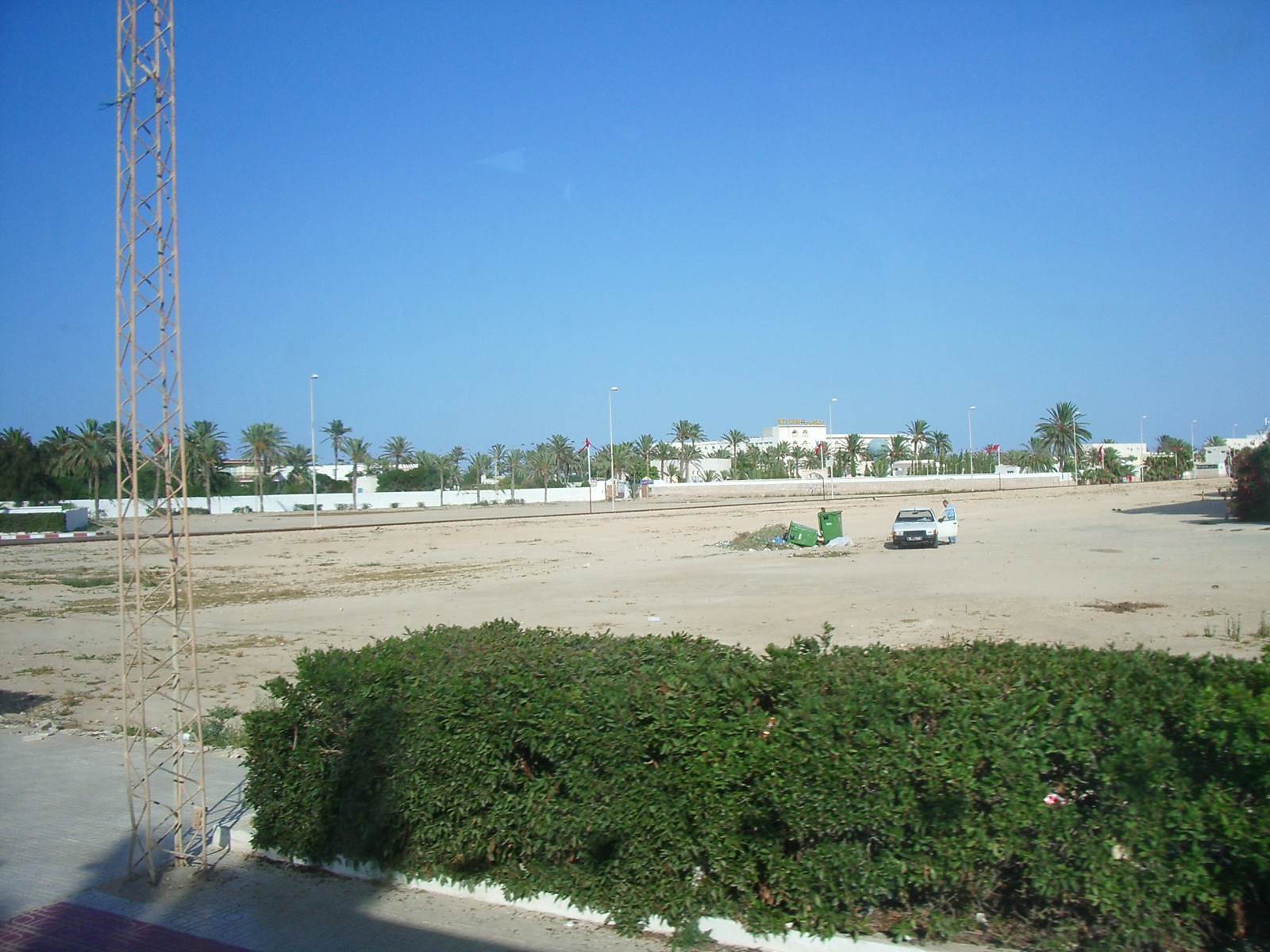
Oest de Gabès

La delegació o mutamadiyya de Gabès Ouest (àrab: معتمدية قابس الغربية, muʿtamadiyyat Qābis al-Ḡarbiyya) és una delegació de la governació de Gabès a Tunísia formada per la part occidental de la ciutat de Gabès i els nuclis propers. La delegació té 24.810 habitants segons el cens del 2004.

## Administració
La delegació o mutamadiyya, amb codi geogràfic 51 52 (ISO 3166-2:TN-12), està dividida en set sectors o imades:
- Er-Remathi (51 52 51)
- Bou-Chemma (51 52 52)
- Nahal (51 52 53)
- Jaouaoula (51 52 54)
- Chenini Nord (51 52 55)
- Chenini Est (51 52 56)
- Chenini Ouest (51 52 57)

Al mateix temps, forma part de la municipalitat o baladiyya de Gabès (51 11), tot i que les imades de Nahal, Chenini Nord, Chenini Est i Chenini Ouest s'integren en la municipalitat o baladiyya de Chenini Nahal (51 12). El 26 de maig de 2016, pel Decret governamental núm. 2016-600, el sector de Bou-Chemma va formar la seva pròpia municipalitat, amb codi 51 22.